# Выездная налоговая проверка
Выездная налоговая проверка — вид налоговой проверки. В отличие от камеральной налоговой проверки, производится, как правило, по месту нахождения налогоплательщика и на основании решения руководителя (заместителя руководителя) налоговой инспекции.

## Методы и виды
Существует 2 метода выездной налоговой проверки: сплошной и выборочный.
Выездные проверки бывают:
- комплексные и тематические;
- плановые и внеплановые;

Выездная проверка в отношении одного налогоплательщика может проводиться по одному или нескольким видам налогов. Налоговые органы не вправе проводить в течение одного года более двух выездных налоговых проверок одного и того же налогоплательщика по одним и тем же налогам за один и тот же период времени.

## Положение в России

### Сроки
Выездная налоговая проверка не может продолжаться более двух месяцев. Указанный срок может быть продлен до четырёх месяцев, а в исключительных случаях — до шести месяцев.[п. 6. ст. 89 Налогового кодекса РФ]
Основаниями для продления срока проведения выездной налоговой проверки до четырёх и (или) шести месяцев могут являться (Приложение № 6 к приказу ФНС России
от 07.11.2018 N ММВ-7-2/628@):[источник?]
1. проведение проверок налогоплательщика, отнесенного к категории крупнейших;
2. получение в ходе проведения выездной налоговой проверки информации от правоохранительных, контролирующих органов либо из иных источников, свидетельствующей о наличии у налогоплательщика, плательщика сбора, налогового агента нарушений законодательства о налогах и сборах и требующей дополнительной проверки;
3. наличие форс-мажорных обстоятельств (затопление, наводнение, пожар и т. п.) на территории, где проводится проверка;
4. проведение проверок организаций, имеющих в своем составе несколько обособленных подразделений, а именно:
  - четыре и более обособленных подразделений — до четырёх месяцев;
  - менее четырёх обособленных подразделений — до четырёх месяцев, в случае если доля уплачиваемых налогов, приходящаяся на данные обособленные подразделения, составляет не менее 50 процентов от общей суммы налогов, уплачиваемых организацией, и (или) удельный вес имущества на балансе обособленных подразделений составляет не менее 50 процентов от общей стоимости имущества организации;
  - десять и более обособленных подразделений — до шести месяцев;
5. непредставление налогоплательщиком, плательщиком сбора, налоговым агентом в установленный в соответствии с пунктом 3 статьи 93 Кодекса срок документов, необходимых для проведения выездной (повторной выездной) налоговой проверки;
6. иные обстоятельства. При этом в данном случае необходимость и сроки продления выездной (повторной выездной) налоговой проверки определяются исходя из длительности проверяемого периода, объёмов проверяемых и анализируемых документов, количества налогов и сборов, по которым назначена проверка, количества осуществляемых проверяемым лицом видов деятельности, разветвленности организационно-хозяйственной структуры проверяемого лица, сложности технологических процессов и других обстоятельств.

Кроме того, у налоговых органов могут быть основания для проведения повторной налоговой проверки:[источник?]
1. при контроле за деятельностью нижестоящего налогового органа, ранее проводившего проверку;
2. в случае представления налогоплательщиком уточненной налоговой декларации, в которой указана сумма налога в размере, меньшем ранее заявленного.

### Причины
Выездная проверка производится в целях контроля за правильностью исчисления, а также полнотой и своевременностью уплаты налогоплательщиком (налоговым агентом) налогов (сборов). Выездная проверка может проводиться также в связи с:
- реорганизацией предприятия;
- ликвидацией предприятия;
- контролем за деятельностью налоговых органов вышестоящими налоговыми органами.

### Акт проверки
В день окончания выездной проверки проверяющий составляет справку об окончании проверки и вручает её налогоплательщику. В течение двух месяцев с указанного дня составляется акт выездной налоговой проверки. В акте должны быть указаны сведения о выявленных нарушениях законодательства о налогах и сборах, либо об отсутствии таковых. К акту налоговой проверки прилагаются документы, подтверждающие факты нарушений законодательства о налогах и сборах, выявленные в ходе проверки. При этом документы, полученные от лица, в отношении которого проводилась проверка, к акту проверки не прилагаются (согласно статье 100 НК РФ). Акт вручается налогоплательщику либо его представителю в течение 5 дней.
Лицо, в отношении которого проводилась налоговая проверка, при несогласии с актом или выводами налоговой проверки, а также с предложениями проверяющих вправе предоставить письменные возражения в течение 30 дней. Возражения должны быть рассмотрены руководством налогового органа в течение 10 рабочих дней.
Решение, вынесенное по результатам проверки, вступает в силу по истечении месяца с момента вынесения и может быть обжаловано в вышестоящий налоговый орган. В случае отклонения жалобы вышестоящим налоговым органом решение может быть обжаловано в суде.